# Anders Bergman
Anders Bergman (* 6. August 1963; † 25. September 2024 in Karlstad) war ein schwedischer Eishockeytorwart.

## Karriere
Anders Bergman begann seine Karriere als Eishockeyspieler in der Nachwuchsabteilung von Bollnäs IS. Von dort wechselte der Torwart in die Nachwuchsabteilung von MoDo AIK, für dessen Profimannschaft er in der Saison 1982/83 sein Debüt in der Elitserien, der höchsten schwedischen Spielklasse, gab. In der Saison 1983/84 musste er mit seiner Mannschaft den Abstieg in die zweitklassige Division 1 hinnehmen, aus der ihm mit seinem Team in der folgenden Spielzeit der direkte Wiederaufstieg in die Elitserien gelang. Zur Saison 1988/89 wechselte der Nationalspieler innerhalb der Elitserien zum Färjestad BK, mit dem er in den Spielzeiten 1989/90 und 1990/91 Vizemeister wurde. In beiden Jahren unterlag er mit seiner Mannschaft dem Djurgårdens IF. 1990 war er zudem der Torwart der Elitserien mit dem niedrigsten Gegentorschnitt. 1994 beendete der Schwede im Alter von 31 Jahren seine Karriere.

### International
Für Schweden nahm Bergman im Juniorenbereich an der Junioren-Weltmeisterschaft 1983 teil. Im Seniorenbereich stand er im Aufgebot seines Landes bei der Weltmeisterschaft 1987 und den Olympischen Winterspielen 1988 in Calgary. Zudem vertrat er Schweden 1987 beim Canada Cup. Bei seinen drei Turnierteilnahmen im Seniorenbereich blieb er als Ersatztorwart jeweils ohne Einsatz. Bei der WM 1987 gewann er mit Schweden die Gold-, bei den Olympischen Winterspielen 1988 die Bronzemedaille.

### Trainer
Nach seiner aktiven Karriere war er drei Jahre als Torwarttrainer tätig.

## Erfolge und Auszeichnungen
- 1985 Aufstieg in die Elitserien mit MoDo AIK
- 1990 Schwedischer Vizemeister mit dem Färjestad BK
- 1990 Niedrigster Gegentorschnitt der Elitserien
- 1991 Schwedischer Vizemeister mit dem Färjestad BK

### International
- 1987 Goldmedaille bei der Weltmeisterschaft
- 1988 Bronzemedaille bei den Olympischen Winterspielen